# پودبورنی
پودبورنی (به لاتین: Podborny) یک منطقهٔ مسکونی در روسیه است که در سرزمین آلتای واقع شده‌است.